# Kaple svaté Anny (Satalice)
Kaple svaté Anny v pražské městské části Satalice je barokní sakrální stavba, jejíž současná podoba pochází z druhé čtvrtiny 18. století. Kaple je zapsaná v Ústředním seznamu nemovitých kulturních památek České republiky. V kapli, která náleží k římskokatolické farnosti v Praze-Vinoři, se konají pravidelné bohoslužby.

## Historie
Na místě, kde stojí stavba z 1. poloviny 18. století, existovala původně menší kaple, zasvěcená svaté Anně. K této starší kapli se váže příběh, týkající se osudů rodiny známého českého šlechtice německého původu a mecenáše hraběte Františka Antonína Šporka (1662–1738). Událost, která se zde odehrála 13. dubna 1689, je zaznamenána ve vinořské farní kronice následovně:
„... jednou zde projížděla hraběnka Šporková a poblíž tohoto místa byla stižena porodními bolestmi a šťastně se jí narodilo dítě. Z vděčnosti k sv. Anně, kterou v tuto hodinu vzývala jako patronku ku pomoci, složila slib, že tuto malou kapličku rozšíří a vyzdobí, aby mohla sloužit bohoslužebným úkonům. Svůj slib splnila.“ 
Matkou, která nestihla dojet z Prahy na manželův zámek v Lysé nad Labem, byla Františka Alžběta Apolonie ze Swéerts-Reistu (1667–1726), zmíněným dítětem pak Anna Kateřina Šporková (1689–1754), mladší, druhorozená dcera Františka Antonína Šporka, která se později stala dědičkou rozsáhlého rodového majetku.
Poslední věta v zápise vinořské kroniky je však zjevný omyl, protože Františka Apolonie zemřela 22. dubna 1726, zatímco nová výstavnější kaple sv. Anny byla vybudována až po její smrti. Jako doba výstavby se obvykle uvádí 2. čtvrtina 18. století, některé zdroje toto datum konkretizují jako rok 1730. Za autora současné podoby satalické kaple je považován slavný český architekt a stavitel německého původu Kilián Ignác Dientzenhofer.
V roce 1737 byla ještě zvýšena věžička kaple a její báň byla pobita plechem. K dalším vylepšením interiéru kaple došlo až v druhé polovině 19. století na základě žádosti vinořského faráře Hlaváčka z roku 1876. Kromě různých vnitřních úprav byl zhotoven i nový oltářní obraz svaté Anny. Jeho autorem je malíř Josef Vojtěch Hellich, tvůrce téměř tří set oltářních chrámových obrazů a v neposlední řadě i portrétů některých osobností včetně známého vyobrazení spisovatelky Boženy Němcové.

## Popis
Půdorys kaple je obdélný s polokruhovým presbytářem. Průčelí stavby je zvlněné, doplněné středním rizalitem, v němž je obdélníkový portál a okno se segmentovým záklenkem. Nad západním průčelím je hranolová věžička s okny a cibulovou bání. Nad nárožími jsou na soklech umístěny kamenné vázy.
Kaple stojí v malém parčíku mezi ulicemi K Radonicům a Za Kapličkou na jižním okraji přírodní památky Bažantnice v Satalicích. Poblíž kaple se nachází skupina památných lip. Z původní skupiny stromů, které zde byly vysázeny kolem roku 1800, se do třetí dekády 21. století dochovaly celkem čtyří staleté lípy.